# 500 Millas de Indianápolis de 2024
La 108.ª edición de las 500 Millas de Indianápolis se disputó el 26 de mayo de 2024 en el Indianapolis Motor Speedway, ubicado en Speedway, Indiana (Estados Unidos). Fue la sexta ronda de la temporada 2024 de IndyCar Series, además de ser el evento más importante de la categoría.
Scott McLaughlin consiguió la pole position de la carrera. La velocidad de clasificación de McLaughlin fue de 234,220 millas por hora (376,941 km/h), la cual estableció un nuevo récord de velocidad de pole más rápida para las 500 Millas de Indianápolis.
Josef Newgarden ganó la carrera después de pasar a Patricio O'Ward en la curva tres de la última vuelta para su segunda victoria consecutiva en las 500 Millas de Indianápolis.

## Participantes
Nota: Todos los equipos usan los chasis Dallara DW12 con motores Chevrolet u Honda y neumáticos Firestone.
| N°. | Piloto              | Equipo                                      | Motor     |
| --- | ------------------- | ------------------------------------------- | --------- |
| 2   | Josef Newgarden     | Team Penske                                 | Chevrolet |
| 3   | Scott McLaughlin    | Team Penske                                 | Chevrolet |
| 4   | Kyffin Simpson      | Chip Ganassi Racing                         | Honda     |
| 5   | Patricio O'Ward     | Arrow McLaren                               | Chevrolet |
| 6   | Callum Ilott        | Arrow McLaren                               | Chevrolet |
| 06  | Hélio Castroneves   | Meyer Shank Racing w/ Curb Agajanian        | Honda     |
| 7   | Alexander Rossi     | Arrow McLaren                               | Chevrolet |
| 8   | Linus Lundqvist     | Chip Ganassi Racing                         | Honda     |
| 9   | Scott Dixon         | Chip Ganassi Racing                         | Honda     |
| 10  | Álex Palou          | Chip Ganassi Racing                         | Honda     |
| 11  | Marcus Armstrong    | Chip Ganassi Racing                         | Honda     |
| 12  | Will Power          | Team Penske                                 | Chevrolet |
| 14  | Santino Ferrucci    | A. J. Foyt Enterprises                      | Chevrolet |
| 15  | Graham Rahal        | Rahal Letterman Lanigan Racing              | Honda     |
| 17  | Kyle Larson         | Arrow McLaren/Hendrick Motorsports          | Chevrolet |
| 18  | Nolan Siegel        | Dale Coyne Racing                           | Honda     |
| 20  | Ed Carpenter        | Ed Carpenter Racing                         | Chevrolet |
| 21  | Rinus VeeKay        | Ed Carpenter Racing                         | Chevrolet |
| 23  | Ryan Hunter-Reay    | Dreyer & Reinbold Racing-Cusick Motorsports | Chevrolet |
| 24  | Conor Daly          | Dreyer & Reinbold Racing-Cusick Motorsports | Chevrolet |
| 26  | Colton Herta        | Andretti Autosport w/ Curb Agajanian        | Honda     |
| 27  | Kyle Kirkwood       | Andretti Autosport                          | Honda     |
| 28  | Marcus Ericsson     | Andretti Autosport                          | Honda     |
| 30  | Pietro Fittipaldi   | Rahal Letterman Lanigan Racing              | Honda     |
| 33  | Christian Rasmussen | Ed Carpenter Racing                         | Chevrolet |
| 41  | Sting Ray Robb      | A. J. Foyt Enterprises                      | Chevrolet |
| 45  | Christian Lundgaard | Rahal Letterman Lanigan Racing              | Honda     |
| 51  | Katherine Legge     | Dale Coyne Racing w/ Rick Ware Racing       | Honda     |
| 60  | Felix Rosenqvist    | Meyer Shank Racing                          | Honda     |
| 66  | Tom Blomqvist       | Meyer Shank Racing                          | Honda     |
| 75  | Takuma Satō         | Rahal Letterman Lanigan Racing              | Honda     |
| 77  | Romain Grosjean     | Juncos Hollinger Racing                     | Chevrolet |
| 78  | Agustín Canapino    | Juncos Hollinger Racing                     | Chevrolet |
| 98  | Marco Andretti      | Andretti Herta w/ Curb Agajanian            | Honda     |

- W  Ganador previo de las 500 Millas de Indianápolis.
- R  Novato de las 500 Millas de Indianápolis.

## Calendario
| Fecha      | Sesión                                          |
| ---------- | ----------------------------------------------- |
| 14 de mayo | Práctica 1                                      |
| 15 de mayo | Práctica 3                                      |
| 16 de mayo | Práctica 4                                      |
| 17 de mayo | Práctica 5                                      |
| 18 de mayo | Práctica 6                                      |
| 18 de mayo | Clasificación 1                                 |
| 19 de mayo | Práctica 7                                      |
| 19 de mayo | Clasificación Top 12                            |
| 19 de mayo | Clasificación Last Chance                       |
| 19 de mayo | Clasificación Fast Six                          |
| 20 de mayo | Práctica 8                                      |
| 24 de mayo | Carb Day                                        |
| 24 de mayo | Pit Stop Competition                            |
| 26 de mayo | 108.ª edición de las 500 Millas de Indianápolis |
| Fuente:    |                                                 |

## Parrilla de salida
| Fila | Interior | Interior            | Medio | Medio               | Exterior | Exterior              |
| ---- | -------- | ------------------- | ----- | ------------------- | -------- | --------------------- |
| 1    | 3        | Scott McLaughlin    | 12    | Will Power W        | 2        | Josef Newgarden W     |
| 2    | 7        | Alexander Rossi W   | 17    | Kyle Larson R       | 14       | Santino Ferrucci      |
| 3    | 21       | Rinus VeeKay        | 5     | Patricio O'Ward     | 60       | Felix Rosenqvist      |
| 4    | 75       | Takuma Satō W       | 27    | Kyle Kirkwood       | 23       | Ryan Hunter-Reay W    |
| 5    | 26       | Colton Herta        | 10    | Álex Palou          | 6        | Callum Ilott          |
| 6    | 11       | Marcus Armstrong R  | 20    | Ed Carpenter        | 4        | Kyffin Simpson R      |
| 7    | 98       | Marco Andretti      | 06    | Hélio Castroneves W | 9        | Scott Dixon W         |
| 8    | 78       | Agustín Canapino    | 41    | Sting Ray Robb      | 33       | Christian Rasmussen R |
| 9    | 66       | Tom Blomqvist R     | 77    | Romain Grosjean     | 8        | Linus Lundqvist R     |
| 10   | 45       | Christian Lundgaard | 24    | Conor Daly          | 30       | Pietro Fittipaldi     |
| 11   | 51       | Katherine Legge     | 28    | Marcus Ericsson W   | 15       | Graham Rahal          |

## Carrera
| 1       | 2  | Josef Newgarden W     | Team Penske                                    | Chevrolet | 200 | 2:58:49.4079 | 3  | 61 |
| 2       | 5  | Patricio O'Ward       | Arrow McLaren                                  | Chevrolet | 200 | +0.3417      | 8  | 46 |
| 3       | 9  | Scott Dixon W         | Chip Ganassi Racing                            | Honda     | 200 | +0.9097      | 21 | 36 |
| 4       | 7  | Alexander Rossi W     | Arrow McLaren                                  | Chevrolet | 200 | +1.1691      | 4  | 42 |
| 5       | 10 | Álex Palou            | Chip Ganassi Racing                            | Honda     | 200 | +1.5079      | 14 | 31 |
| 6       | 3  | Scott McLaughlin      | Team Penske                                    | Chevrolet | 200 | +2.0593      | 1  | 43 |
| 7       | 27 | Kyle Kirkwood         | Andretti Autosport                             | Honda     | 200 | +2.5379      | 11 | 29 |
| 8       | 14 | Santino Ferrucci      | A. J. Foyt Enterprises                         | Chevrolet | 200 | +3.6143      | 6  | 32 |
| 9       | 21 | Rinus VeeKay          | Ed Carpenter Racing                            | Chevrolet | 200 | +3.9560      | 7  | 29 |
| 10      | 24 | Conor Daly            | Dreyer & Reinbold Racing w/ Cusick Motorsports | Chevrolet | 200 | +4.6071      | 29 | 21 |
| 11      | 6  | Callum Ilott          | Arrow McLaren                                  | Chevrolet | 200 | +4.9652      | 15 | 20 |
| 12      | 33 | Christian Rasmussen R | Ed Carpenter Racing                            | Chevrolet | 200 | +5.3234      | 24 | 18 |
| 13      | 45 | Christian Lundgaard   | Rahal Letterman Lanigan Racing                 | Honda     | 200 | +6.1824      | 28 | 18 |
| 14      | 75 | Takuma Satō W         | Rahal Letterman Lanigan Racing                 | Honda     | 200 | +6.6893      | 10 | 19 |
| 15      | 15 | Graham Rahal          | Rahal Letterman Lanigan Racing                 | Honda     | 200 | +7.3608      | 33 | 15 |
| 16      | 41 | Sting Ray Robb        | A. J. Foyt Enterprises                         | Chevrolet | 200 | +8.5098      | 23 | 15 |
| 17      | 20 | Ed Carpenter          | Ed Carpenter Racing                            | Chevrolet | 200 | +8.9081      | 17 | 14 |
| 18      | 17 | Kyle Larson R         | Arrow McLaren w/ Hendrick Motorsports          | Chevrolet | 200 | +9.4846      | 5  | 21 |
| 19      | 77 | Romain Grosjean       | Juncos Hollinger Racing                        | Chevrolet | 200 | +9.8312      | 26 | 11 |
| 20      | 06 | Hélio Castroneves W   | Meyer Shank Racing w/ Curb Agajanian           | Honda     | 200 | +10.3602     | 20 | 10 |
| 21      | 4  | Kyffin Simpson R      | Chip Ganassi Racing                            | Honda     | 200 | +11.0931     | 18 | 10 |
| 22      | 78 | Agustín Canapino      | Juncos Hollinger Racing                        | Chevrolet | 199 | +1 vuelta    | 22 | 8  |
| 23      | 26 | Colton Herta          | Andretti Autosport w/ Curb Agajanian           | Honda     | 170 | Contacto     | 13 | 7  |
| 24      | 12 | Will Power W          | Arrow McLaren                                  | Chevrolet | 145 | Contacto     | 2  | 17 |
| 25      | 98 | Marco Andretti        | Andretti Autosport                             | Honda     | 113 | Contacto     | 19 | 5  |
| 26      | 23 | Ryan Hunter-Reay W    | Dreyer & Reinbold Racing w/ Cusick Motorsports | Chevrolet | 107 | Contacto     | 12 | 6  |
| 27      | 60 | Felix Rosenqvist      | Meyer Shank Racing                             | Honda     | 55  | Mecánico     | 9  | 9  |
| 28      | 8  | Linus Lundqvist R     | Chip Ganassi Racing                            | Honda     | 27  | Contacto     | 27 | 5  |
| 29      | 51 | Katherine Legge       | Dale Coyne Racing w/ Rick Ware Racing          | Honda     | 22  | Mecánico     | 31 | 5  |
| 30      | 11 | Marcus Armstrong R    | Chip Ganassi Racing                            | Honda     | 6   | Mecánico     | 16 | 5  |
| 31      | 66 | Tom Blomqvist R       | Meyer Shank Racing                             | Honda     | 0   | Contacto     | 25 | 5  |
| 32      | 30 | Pietro Fittipaldi     | Rahal Letterman Lanigan Racing                 | Honda     | 0   | Contacto     | 30 | 5  |
| 33      | 28 | Marcus Ericsson W     | Andretti Autosport                             | Honda     | 0   | Contacto     | 32 | 5  |
| Fuente: |    |                       |                                                |           |     |              |    |    |